# Convention internationale pour la prévention de la pollution de la mer par les hydrocarbures
La Convention internationale pour la prévention de la pollution de la mer par les hydrocarbures (OILPOL) est un traité international signé à Londres le 12 mai 1954 (OILPOL 54). Il a été mis à jour en 1962 (OILPOL 62), 1969 (OILPOL 69) et 1971 (OILPOL 71).
Depuis 1959, OILPOL est administré et promu par l'Organisation maritime internationale (OMI).

## Incident de la Grande Barrière de Corail
Le 3 mars 1970, le pétrolier libérien Oceanic Grandeur heurte un rocher dans le détroit de Torres alors qu'il se dirigeait de Dumai, en Indonésie, vers Brisbane. L'incident entraîne un déversement important d'hydrocarbures. En raison des inquiétudes concernant la Grande Barrière de Corail, des amendements à OILPOL 71 ont été réalisés pour étendre des restrictions de circulation au niveau de la Grande Barrière de Corail.